# 逆川 (鴻巣市)
逆川（さかさがわ）は、埼玉県鴻巣市の町名。現行行政地名は逆川一丁目および二丁目。住居表示実施地区。郵便番号は365-0047。

## 地理
埼玉県の県央地域で、鴻巣市中央部の大宮台地上に位置する。鴻巣駅の南西側にあり、住宅地や商業地が広がる。地区南部では鴻中陸橋が線路を跨いでいる。

## 歴史
- 1967年（昭和42年）5月1日 - 大字滝馬室・大間の各一部から逆川一丁目、大字鴻巣・滝馬室の各一部から逆川二丁目が住居表示を実施して成立[5][6]。

## 世帯数と人口
2017年（平成29年）10月1日現在の世帯数と人口は以下の通りである。
| 丁目       | 世帯数  | 人口    |
| ---------- | ------- | ------- |
| 逆川一丁目 | 507世帯 | 1,040人 |
| 逆川二丁目 | 166世帯 | 371人   |
| 計         | 673世帯 | 1,411人 |

## 小・中学校の学区
市立小・中学校に通う場合、学区は以下の通りとなる。
| 丁目       | 番地 | 小学校               | 中学校               |
| ---------- | ---- | -------------------- | -------------------- |
| 逆川一丁目 | 全域 | 鴻巣市立鴻巣南小学校 | 鴻巣市立鴻巣西中学校 |
| 逆川二丁目 | 全域 | 鴻巣市立鴻巣南小学校 | 鴻巣市立鴻巣西中学校 |

## 交通

### 鉄道
町域の東境を高崎線が通り、鴻巣駅が設置されている。なお、鴻巣駅は本町に立地する。また、鴻巣駅の西口は隣の栄町にある。

### 道路
- 埼玉県道27号東松山鴻巣線[6]

## 施設
鴻巣駅が至近にあり、数多くの商業施設が立地している。1丁目の町域に鴻巣駅のホームがある以外は公共施設等は設置されていない。